# Bogyiszló
Bogyiszló es un pueblo húngaro perteneciente al distrito de Tolna en el condado de Tolna, con una población en 2013 de 1038 habitantes.
Se conoce su existencia desde 1272 y originalmente su nombre era Buguzlou.
Se ubica en la orilla occidental del Danubio, en la periferia suroriental de la capital distrital Tolna.